# Bundesratswahl 2000
Bei der Bundesratswahl 2000 wurde am 6. Dezember 2000 in einer Ersatzwahl Samuel Schmid (SVP) von der Vereinigten Bundesversammlung als Nachfolger für den zurückgetretenen Adolf Ogi (SVP) in den Schweizer Bundesrat gewählt.

## Ausgangslage
Gemäss Zauberformel hatte die SVP Anspruch auf den zu vergebenden Sitz im Bundesrat. Innerhalb der Partei stellten sich vier Kandidaten zur Verfügung: Christoffel Brändli, Roland Eberle, Rita Fuhrer und Samuel Schmid. Die SVP-Fraktion bestimmte am 28. November 2000 Rita Fuhrer und Roland Eberle als offizielle Kandidaten. Die nichtberücksichtigten Samuel Schmid und Christoffel Brändli hielten jedoch an ihrer Kandidatur fest.
Die Grünen hatten am 25. November 2000 Cécile Bühlmann als Sprengkandidatin aufgestellt.

## Wahlergebnis
|                         | 1. Wahlgang | 2. Wahlgang | 3. Wahlgang | 4. Wahlgang | 5. Wahlgang | 6. Wahlgang |
| ----------------------- | ----------- | ----------- | ----------- | ----------- | ----------- | ----------- |
| ausgeteilte Wahlzettel  | 245         | 246         | 246         | 241         | 245         | 244         |
| eingegangene Wahlzettel | 245         | 246         | 246         | 241         | 244         | 244         |
| leer/ungültig           | 0/0         | 0/0         | 1/0         | 1/0         | 8/0         | 10/2        |
| gültig total            | 245         | 246         | 245         | 240         | 236         | 232         |
| absolutes Mehr          | 123         | 124         | 123         | 121         | 119         | 117         |
| Rita Fuhrer             | 54          | 50          | 38          | 29          | 29          | 28          |
| Cécile Bühlmann         | 53          | 27          | 13          | 14          | –           | –           |
| Samuel Schmid           | 50          | 76          | 91          | 103         | 113         | 121         |
| Ulrich Siegrist         | 33          | 55          | 68          | 72          | 77          | 83          |
| Christoffel Brändli     | 25          | 19          | 10          | –           | –           | –           |
| Roland Eberle           | 16          | 16          | 25          | 22          | 17          | –           |
| verschiedene            | 14          | 3           | –           | –           | –           | –           |